# Turmixgép

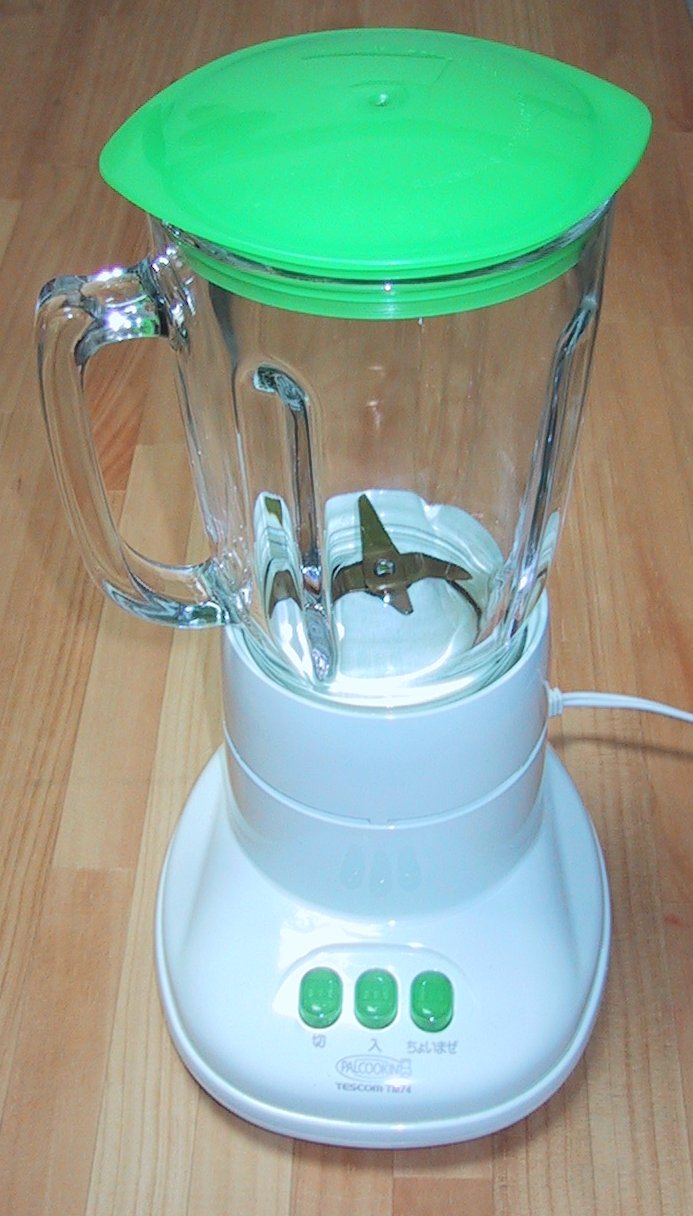
Elektromos turmixgép

A turmixgép vagy mixer olyan konyhai vagy laboratóriumi készülék, amelyet élelmiszerek és más anyagok keverésére, aprítására vagy pürésítésére használnak. A hagyományos turmixgép egy turmixgép-tartályból áll, amelynek alján egy forgó fémlapát található, amelyet az alapban lévő elektromos motor hajt. Egyes nagy teljesítményű modellek jeget és más fagyasztott élelmiszereket is képesek összezúzni. A botmixerben a motor felül van, amely egy tengelyen keresztül kapcsolódik az alján lévő forgó pengéhez és többféle edénnyel használható.

## A popkultúrában
Kern András 1979-ben bemutatott Halló, Belváros! című, a telefonvonalak akkor gyakori áthallását kifigurázó, klasszikus rádiókabaré-monológjában visszatérő elemként jelenik meg az „NDK turmixgép, a leszedhető ajtajú” (a jelenetben később „levehető ajtós” formában), ami után az egyik telefonáló érdeklődik, aki, mint kiderül, a Vasedényt hívta. A jelenet a maga korában annyira sikeres volt, hogy ez a fordulat – leggyakrabban levehető ajtós formában – szinte azonnal átkerült a köznyelvbe is.

## Fordítás
Ez a szócikk részben vagy egészben  a   Blender című angol Wikipédia-szócikk fordításán alapul.  Az eredeti cikk szerkesztőit annak laptörténete sorolja fel. Ez a jelzés csupán a megfogalmazás eredetét és a szerzői jogokat jelzi, nem szolgál a cikkben szereplő információk forrásmegjelöléseként.